# Washington Square (Bangkok)
Washington Square war ein Vergnügungsviertel in Bangkok in Thailand bei der Straße Thanon Sukhumvit Soi 22, die nahe der Skytrain-Station Phrom Phong gelegen ist. Dort gab es Bars, Restaurants, Massagesalons, Nachtclubs und ein Kathoey-Theater zu finden. Der Platz war nicht offen, sondern an vier Seiten von Gebäuden umschlossen. In der Mitte befanden sich drei weitere Gebäude. Vor allem ältere, männliche, weiße Amerikaner suchten diesen Ort auf; darunter viele Vietnamkriegs-Veteranen. 
In den Detektivromanen von Christopher G. Moore, in denen Vincent Calvino die Hauptrolle spielt, kommt dieser Ort regelmäßig vor.
Im Jahr 2008 wurde die Umnutzung der Fläche beschlossen, in den Folgejahren schlossen die Bars, 2013 wurden die zugehörigen Gebäude abgerissen. An der Stelle wurde zunächst ein Einkaufszentrum der Emporium-Gruppe namens EmSphere geplant, dann aber 2016 ein Dinosaurier-Themenpark eingerichtet, der im April 2018 wieder schloss.